# Širvintos upės slėniai
Širvintos upės slėniai este o arie protejată (sit de importanță comunitară — SCI) din Lituania întinsă pe o suprafață de 212,1 ha, integral pe uscat.

## Localizare
Centrul sitului Širvintos upės slėniai este situat la coordonatele 55°00′49″N 24°42′22″E / 55.013596°N 24.706129°E.

## Înființare
Situl Širvintos upės slėniai a fost declarat sit de importanță comunitară în august 2016 pentru a proteja un număr necunoscut de specii din flora spontană și fauna sălbatică aflate în arealul zonei.

## Biodiversitate
Situată în ecoregiunea boreală, aria protejată conține 4 habitate naturale: Pajiști uscate seminaturale și facies de acoperire cu tufișuri pe substraturi calcaroase (Festuco-Brometalia) (* situri importante pentru orhidee), Fânețe de joasă altitudine (Alopecurus pratensis, Sanguisorba officinalis), Păduri pe pante, grohotișuri și ravene de Tilio-Acerion, Păduri mixte riverane de Quercus robur, Ulmus laevis și Ulmus minor, Fraxinus excelsior sau Fraxinus angustifolia, de-a lungul marilor râuri (Ulmenion minoris).
La baza desemnării sitului se află un număr nedeclarat de specii protejate.